# 青铜关镇
青铜关镇，是中华人民共和国陕西省商洛市镇安县下辖的一个乡镇级行政单位。

## 行政区划
青铜关镇下辖以下地区：
铜关村、青梅村、乡中村、前湾村、柏胜村、张家坪村、冷水河村、营丰村、东坪村、丰收村、白树村、茨沟村、月星村、悦爱村、阳山村、兴隆村、旬河村、龙胜村和早阳村。